# Foulness
Foulness är en civil parish i Storbritannien.   Den ligger i grevskapet Essex och riksdelen England, i den sydöstra delen av landet, 80 km öster om huvudstaden London.